# Orchard Hill
Orchard Hill is een plaats (town) in de Amerikaanse staat Georgia, en valt bestuurlijk gezien onder Spalding County.

## Demografie
Bij de volkstelling in 2000 werd het aantal inwoners vastgesteld op 230.
In 2006 is het aantal inwoners door het United States Census Bureau geschat op 236, een stijging van 6 (2,6%).

## Geografie
Volgens het United States Census Bureau beslaat de plaats een oppervlakte van
0,9 km², geheel bestaande uit land. Orchard Hill ligt op ongeveer 262 m boven zeeniveau.

## Plaatsen in de nabije omgeving
De onderstaande figuur toont nabijgelegen plaatsen in een straal van 16 km rond Orchard Hill.